# Robin L'Houmeau
 (décembre 2022).
La mise en forme du texte ne suit pas les recommandations de Wikipédia : il faut le « wikifier ».
Les points d'amélioration suivants sont les cas les plus fréquents. Le détail des points à revoir est peut-être précisé sur la page de discussion.
- Les titres sont pré-formatés par le logiciel. Ils ne sont ni en capitales, ni en gras.
- Le texte ne doit pas être écrit en capitales (les noms de famille non plus), ni en gras, ni en italique, ni en « petit »…
- Le gras n'est utilisé que pour surligner le titre de l'article dans l'introduction, une seule fois.
- L'italique est rarement utilisé : mots en langue étrangère, titres d'œuvres, noms de bateaux, etc.
- Les citations ne sont pas en italique mais en corps de texte normal. Elles sont entourées par des guillemets français : « et ».
- Les listes à puces sont à éviter, des paragraphes rédigés étant largement préférés. Les tableaux sont à réserver à la présentation de données structurées (résultats, etc.).
- Les appels de note de bas de page (petits chiffres en exposant, introduits par l'outil «  Source ») sont à placer entre la fin de phrase et le point final[comme ça].
- Les liens internes (vers d'autres articles de Wikipédia) sont à choisir avec parcimonie. Créez des liens vers des articles approfondissant le sujet. Les termes génériques sans rapport avec le sujet sont à éviter, ainsi que les répétitions de liens vers un même terme.
- Les liens externes sont à placer uniquement dans une section « Liens externes », à la fin de l'article. Ces liens sont à choisir avec parcimonie suivant les règles définies. Si un lien sert de source à l'article, son insertion dans le texte est à faire par les notes de bas de page.
- La présentation des références doit suivre les conventions bibliographiques. Il est recommandé d'utiliser les modèles {{Ouvrage}}, {{Chapitre}}, {{Article}}, {{Lien web}} et/ou {{Bibliographie}}. Le mode d'édition visuel peut mettre en forme automatiquement les références.
- Insérer une infobox (cadre d'informations à droite) n'est pas obligatoire pour parachever la mise en page.

Pour une aide détaillée, merci de consulter Aide:Wikification.
Si vous pensez que ces points ont été résolus, vous pouvez retirer ce bandeau et améliorer la mise en forme d'un autre article.
Robin L'Houmeau est un acteur québécois, natif de Val-d'Or, en Abitibi-Témiscamingue, une région du Québec.

## Biographie

### Famille et jeunesse
Robin L'Houmeau est originaire de Val-d'Or. Son grand-père est Jean L'Houmeau, un acteur important dans le milieu culturel de la région. Jean L'Houmeau a fondé la Fanfare de Val-d'Or-Bourlamaque et il a aussi contribué au projet du Centre de musique et de danse. En 1998, il a gagné un prix Hommage et un parc porte maintenant son nom. De plus, le père de Robin L'Houmeau est Bruno Crépeault. Il est un écrivain, musicien ainsi qu'un créateur de jeux ludiques. Dès son jeune âge, Robin aime interpréter d'autres personnages. À  l'âge de 10 ans, il joue avec la caméra de son père. À l'âge de 13 ans, à Montréal, il passe une audition pour une agence.

### Formation
Le comédien n'a jamais suivi de cours dans une école de théâtre. En 2013, l'acteur a bénéficié d'un mentorat privé qui vise à la préparation d'auditions par Les Ateliers Louise Boisvert. Ensuite, en 2014, Robin L'Houmeau a obtenu son diplôme d'étude secondaire à la Polyvalente Le Carrefour de Val-d'Or en option improvisation. De plus, dans cette même année, il a bénéficié d'un mentorat privée de la part de Jean-Marc Dalfond. L'acteur fait partie de l'agence Duchesne Agence Artistique. Il fait aussi partie de l'Union des artistes.

## Filmographie
(décembre 2022).
Robin L'Houmeau commence par faire de la figuration pour en apprendre davantage sur l'univers du cinéma. L'acteur s'est fait découvrir en 2020 grâce à son rôle dans la série Fugueuse, la suite ainsi que dans le film La Déesse des mouches à feu.

### Cinéma
- 2013 : Super Flamme de Philippe Lupien[3]
- 2018 : Happy Face : La Tyrannie de la beauté (en) d'Alexandre Franchi (en) : Stanislas Miskevich[5],[3]
- 2020 : Souterrain de Sophie Dupuis : gérant du casse-croûte
- 2020 : La Déesse des mouches à feu d'Anaïs Barbeau-Lavalette : Keven Bilodeau[3]
- 2021 : Une révision de Catherine Therrien : Léo Massicotte
- 2023 : Le Plongeur de Francis Leclerc : Jonathan[6],[7]

### Télévision
- 2014 : 30 Vies : Rôle muet
- 2015 : Une fois de trop : Jérémie
- 2019-2022 : Toute la vie : Lothaire Trevail
- 2020 : Fugueuse, la suite : Yoann/Alex
- 2021 : Après : Joey
- 2021 : Lou et Sophie (saison 1) : Jimmy
- 2022 : Stat : Jérémy St-Cyr Ethier
- 2024 : FEM : Uriel

### Publicités
- 2013: La Ronde[3]
- 2014 : 1er rôle dans La Ronde-Le Démon[3]

### Figurations
- 2013 : 30 Vies[3]
- 2014 : La Ronde 2015[3]
- 2014 : Guibord s'en va-t-en guerre[3]
- 2015 : X-Men Apocalypse[3]

## Récompenses
Sunscreen Film festival de St-Petersburgh, en Floride : Le prix du meilleur acteur dû à son interprétation dans le film Happy Face,.